# 白沙埠镇
白沙埠镇，是中华人民共和国山東省临沂市兰山区下辖的一个乡镇级行政单位。

## 行政区划
白沙埠镇下辖以下地区：
白沙埠社区、贾家村社区、朱潘社区、诸葛城社区、小安子社区、船流街社区、玉平社区、尤新村社区、崖头社区、西朱阜村、东朱阜村、卧茨村、乔家湖村、西孝友村、吴家屯村、东孝友村、义合官庄村、邵家双湖村、大墩村、西安静村、中安静村、东安静村、后城西村、溪沂庄村、凤仪官庄村、大孙家庄村、柏家庄村、刘家湖村、钓鱼台村、苗家庄村、新河村、姜村、石梁头村、向阳村、新蒿庄村和合兴园村。